# ダビト・ジラカシヴィリ
ダビト・ジラカシヴィリ（グルジア語: დავით ზირაქაშვილი、Davit Zirakashvili、1983年9月20日 - ）は、ジョージアのラグビーユニオン指導者。

## プロフィール
- ジョージア・ルスタヴィ出身[1]。
- 現役時代のポジションはプロップ(PR)。
- 身長 179cm、体重 120kg
- ジョージア代表通算キャップ数は53でラグビーワールドカップ2007・ラグビーワールドカップ2011・ラグビーワールドカップ2015のジョージア代表に選ばれた[2]。

## 略歴
2004年、ASMクレルモン・オーヴェルニュに加入。
2020年、現役引退。ラ・ロシェル、ASMクレルモン・オーヴェルニュのコーチを歴任して、2023年、スタッド・フランセのFWコーチに就任。